# Сезон ФК «Динамо» (Київ) 2013—2014
Сезон «Динамо» (Київ) 2013—2014 — 23-й сезон київського «Динамо» у чемпіонатах України. Єврокубковий сезон «Динамо» розпочало з кваліфікаційного раунду Ліги Європи УЄФА 2013—2014, де намагатиметься потрапити до групової стадії турніру та пройти якомога далі у змаганнях.

## Підготовка до сезону
6 червня 2013 ФК «Динамо» (Київ) представив нового генерального спонсора — банк «Надра», у зв’язку із закінченням терміну дії спонсорської угоди із АКБ «Приватбанк». Угода про співробітництво між ФК «Динамо» (Київ) та банком «Надра» передбачає партнерство на трирічний період.
Провівши останній матч чемпіонату України 26 травня, футболісти «Динамо» отримали відпустку до 14 червня. Футболісти зібралися в Конча-Заспі, де провели перше тренування у рамках підготовки до нового сезону. У тренерському штабі відбулися зміни – після відходу Вінченцо Пінколіні головним тренером з фізпідготовки став Віталій Кулиба. У період літнього міжсезоння команду залишив на правах вільного агента Тарас Михалик, який перейшов у московський «Локомотив».
15 червня динамівці пройшли медогляд, і 16 червня вилетіли на перший навчально-тренувальний збір до австрійського міста Інсбрук, де пройде літній підготовчий збір. Від готелю «Інтеральпен» до тренувального поля у містечку Лойташ приблизно 10 хвилин їзди на автобусі.
Динамівські збірники отримали ще менше часу для відпочинку, тому що провели матчі відбору на Чемпіонат світу проти команд Камеруну та Чорногорії у складі своїх національних команд 2-го та 7-го червня 2013 року.
18 червня стало відомо, що із командою уклав контракт 25-річний нападник збірної Голландії Джермейн Ленс. Термін угоди розраховано на чотири роки.
20 червня стало відомо, що воротар київського «Динамо» Денис Бойко на правах оренди в сезоні 2013/14 буде виступати за дніпропетровський «Дніпро», а нападник «Динамо» Раффаел, який останні півсезону на правах оренди виступав за німецький «Шальке 04», уклав контракт із «Боруссією» з Менхенгладбаха.
Також 20 червня «Динамо» провело перший матч на зборах, суперником команди став представник грузинського чемпіонату «Динамо» з Тбілісі. Кияни перемогли з рахунком 1-0, єдиний гол на рахунку Артема Кравця. Особливістю матча було те, що кияни вперше грали у футболках з логотипом нового спонсора – банку «Надра».
21 червня стало відомо, що із командою уклав контракт 27-річний нападник бельгійського клубу «Андерлехт» та збірної Конго — Дьємерсі Мбокані. Термін угоди розраховано на чотири роки.
23 червня «Динамо» провело другий матч на зборах, зігравши внічию 1-1 із командою другої німецької Бундесліги «Мюнхен 1860». Матч викликав неабиякий інтерес у глядачів, які повністю заповнили «Гребен-Штадіон».
30 червня стало відомо, що із командою уклав контракт 23-річний півзахисник бельгійського клубу «Монпельє» та збірної Марокко Юнес Беланда. Термін угоди розраховано на п'ять років.
12 липня стало відомо, що із командою уклав контракт 27-річний захисник французького клубу «Бордо» та збірної Франції Бенуа Тремулінас. Термін угоди розраховано на чотири роки.

### Об'єднаний турнір 2013
З 27 червня по 7 липня 2013 року «Динамо» брало участь у новому передсезонному змаганні, що має назву «Об'єднаний турнір», учасниками якого були команди «Динамо» (Київ) і «Шахтар» (Донецьк) та два російських клуби — «Спартак» (Москва) і «Зеніт» (Санкт-Петербург) та стало першим історичним переможцем турніру.

#### Турнірна таблиця
| М  | Команда                 | І | В | Н | П | МЗ | МП | РМ | О  |
| -- | ----------------------- | - | - | - | - | -- | -- | -- | -- |
| .  | «Динамо» Київ           | 4 | 3 | 1 | 0 | 8  | 5  | +3 | 10 |
| .  | «Спартак» Москва        | 4 | 1 | 1 | 2 | 3  | 3  | 0  | 4  |
| .  | «Зеніт» Санкт-Петербург | 4 | 1 | 1 | 2 | 5  | 6  | −1 | 4  |
| 4. | «Шахтар» Донецьк        | 4 | 1 | 1 | 2 | 1  | 3  | −2 | 4  |

## Сезон
18 липня у «Холі Чемпіонів» НСК «Олімпійський» відбулася презентація нової виїзної екіпіровки ФК «Динамо» Київ, в якій команда буде виступати в сезоні 2013/2014. У виїзних матчах команда гратиме у синій формі зі світлими вертикальними смугами в ретро-стилі. Для нової ігрової форми були обрані традиційні для клубу кольори - білий, темно-синій і блакитний.
26 липня стало відомо, що із командою уклав контракт 22-річний захисник швейцарського клубу «Базель-1893» та збірної Австрії — Александар Драгович. Термін угоди розраховано на п'ять років.
2 серпня до збірної України запрошено шістьох гравців «Динамо», викликаних на контрольний матч зі збірною Ізраїлю, який відбудеться 14 серпня на НСК «Олімпійський» у Києві: воротар — Максим Коваль, захисники — Євген Хачеріді та Євген Селін, а також півзахисники — Олег Гусєв, Роман Безус та Андрій Ярмоленко.
9 серпня у швейцарському Ньйоні відбулось жеребкування раунду стикових матчів (плей-оф) Ліги Європи УЄФА. 62 команди-учасники були розбиті на п'ять груп по десять клубів та одну — з дванадцяти клубів, у кожній з яких було порівну сіяних та несіяних команд відповідно до їхньої позиції в рейтингу на початок сезону. «Динамо» Київ, будучи сіяним клубом (на 25-у місці із 68,951 балами у «Рейтингу клубів УЄФА»), випало грати матч №7 раунду плей-оф у другій матчевій групі проти казахстанської команди ФК «Актобе» (на 214-у місці із 6,191 балами у рейтингу клубів УЄФА ). Перший матч відбудеться в гостях (в Казахстані), а матч-відповідь пройде у Києві але за пустих трибун, через рішення контрольно-дисциплінарного органу УЄФА за неналежну поведінку вболівальників в минулому футбольному сезоні (2012/2013).
14 серпня стало відомо, що 29 футболістів «Динамо» Київ отримали запрошеннядо своїх збірних різних віків та країн для участі в міжнародних матчах.
30 серпня в Монако відбулось жеребкування групового етапу Ліги Європи УЄФА. У відповідності до коефіцієнтів, кожна з 48-ми команд була розміщена в одному з чотирьох кошиків, по одному представнику яких попаде у кожну з 12-ти груп, з тим обмеженням, що команди з однієї країни не можуть грати один проти одного. У кожній групі команди будуть грати один проти одного вдома і в гостях за круговою системою. Дати матчів призначені на 19 вересня, 3 жовтня, 24 жовтня, 7 листопада, 28 листопада та 12 грудня 2013 року. Переможці груп та клуби, що зайняли другі місця, пройдуть в наступний раунд (1/16 фіналу), де до них приєднаються 8 команд, що зайняли треті місця у груповому етапі Ліги чемпіонів УЄФА 2013-14.
«Динамо» Київ жеребкувалось із першого кошика, маючи 4 місце у рейтингу серед команд-учасниць відбору із 68,951 балами. На даному етапі жеребкування за рейтингом Динамо поступається Валенсії з 102,605 , Олімпіку з Ліона з 95,800 та англійському «Тоттенгем Готспур» із 69,592 балами. «Динамо» Київ випало грати у групі G із наступними суперниками: бельгійський Генк (26,880), австрійський Рапід (13,075) та швейцарський Тун (7,285). За результатами жеребкування «Динамо» Київ вважається фаворитом групи.
4 вересня в «Будинку футболу» відбулося жеребкування стадії 1/16 Кубка України. Відповідно до нової системи голосування, де спочатку визначався номер команди, а потім її суперник за сліпим жеребом, «динамівці» отримали сьомий порядковий номер і відповідно суперником став колектив, якому дістався номер вісім, команда Прем'єр-ліги — донецький «Металург», матч відбудеться 25 вересня 2013 року.
5 вересня «Динамо» подало заявку на участь у груповому етапі Ліги Європи 2013-14, єдина відмінність від поточного складу це третій воротар — новачок Олексій Шевченко, що підписав із клубом п'ятирічний контракт.
12 вересня було оприлюднено результати всеукраїнського опитування громадської думки, які проводив КМІС, з метою з'ясувати, які футбольні клуби користуються найбільшою популярністю в українців. 41,7 % уболівальників у розіграші чемпіонату України підтримують київське «Динамо», найближчий переслідувач «Шахтар» із 23,3%. Дослідження підтверджує популярність ФК «Динамо» Київ в Україні серед футбольних уболівальників. Найбільша їхня підтримка в центральному (72%) та західному (49%) регіонах, у південному регіоні клуб підтримують 30% опитаних, у східному – 12%.
13 вересня визначилися транслятори матчів «Динамо» на груповій стадії Ліги Європи. Показ матчів розподілений між двома офіційними мовниками турнірів УЄФА в Україні — «1+1 Медіа» та «Медіа Група Україна», які поділили права на показ матчів порівну. Одна половина матчів транслюється каналом «2+2», а друга половина — телекомпанією ТРК «Україна».
У п'ятницю, 27 вересня в «Будинку футболу» відбулося жеребкування стадії 1/8 Кубка України. Жереб був сліпий, кульки з назвами команд витягувались не згідно з рейтингом, а у випадковому порядку. «Динамівці» отримали в суперники команду Другої ліги — «Шахтар», матч відбудеться 30 жовтня 2013 року у Свердловську , тому що клуби нижчих ліг автоматично є господарями протистояння.
11 жовтня футбольний клуб «Динамо» Київ спільно з НСК «Олімпійський» для популяризації футболу та здорового способу життя серед дітей, підлітків та молоді ініціював створення «Шкільного сектору», для цієї мети на стадіоні виділено 12 сектор.

### Чемпіонат Прем'єр-ліги

#### Турнірна таблиця
| М  | Команда          | І  | В  | Н  | П  | РМ    | О     |
| -- | ---------------- | -- | -- | -- | -- | ----- | ----- |
|    | «Шахтар»         | 28 | 21 | 2  | 5  | 62−23 | 65    |
|    | «Дніпро»         | 28 | 18 | 5  | 5  | 56−28 | 59    |
|    | «Металіст»       | 28 | 16 | 9  | 3  | 54−29 | 57    |
| 4  | «Динамо»         | 28 | 16 | 5  | 7  | 55−33 | 53    |
| 5  | «Чорноморець»    | 28 | 12 | 10 | 6  | 30−22 | 46    |
| 6  | «Металург» Д     | 28 | 12 | 7  | 9  | 45−42 | 43[а] |
| 7  | «Зоря»           | 28 | 11 | 9  | 8  | 35−30 | 42    |
| 8  | «Ворскла»        | 28 | 10 | 10 | 8  | 36−38 | 40    |
| 9  | ФК «Севастополь» | 28 | 10 | 5  | 13 | 32−43 | 35    |
| 10 | «Іллічівець»     | 28 | 10 | 4  | 14 | 27−33 | 34    |
| 11 | «Карпати»        | 28 | 7  | 11 | 10 | 33−39 | 32    |
| 12 | «Говерла»        | 28 | 7  | 5  | 16 | 27−39 | 26    |
| 13 | «Волинь»         | 28 | 7  | 6  | 15 | 24−51 | 24[б] |
| 14 | «Металург» З     | 28 | 2  | 6  | 20 | 19−54 | 12    |
| 15 | «Таврія»         | 28 | 2  | 4  | 22 | 15−46 | 10    |
| —  | «Арсенал»        | —  | —  | —  | —  | —     | —[в]  |

а УЄФА відсторонив «Металург» (Донецьк) від єврокубків на три роки за порушення фінансового фейр-плей. «Металург» подав апеляцію.
б З ФК «Волинь» знято 3 очки згідно з рішенням КДК ФФУ від 30.04.2014 року.
в «Арсенал» виключений зі змагань після 14-го туру, результати матчів за участю команди анульовані.
Позначення:

#### Місце у чемпіонаті за туром
| 9 |

| 6 |

| 4 |

| 5 |

| 8 |

| 6 |

| 5 |

| 6 |

| 6 |

| 5 |

| 5 |

| 5 |

| 5 |

| 5 |

| 5 |

| 5 |

| 5 |

|  |

|  |

|  |

|  |

|  |

|  |

|  |

|  |

|  |

|  |

|  |

|  |

|  |

| Прем'єр-ліга | Місце команди в таблиці |

| Прем'єр-ліга | Місце команди в таблиці |

### Ліга Європи

#### Груповий етап (Група G)
| Команда     | І | В | Н | П | ЗМ | ПМ | РМ | О  |
| ----------- | - | - | - | - | -- | -- | -- | -- |
| Генк        | 6 | 4 | 2 | 0 | 10 | 5  | +5 | 14 |
| Динамо Київ | 6 | 3 | 1 | 2 | 11 | 7  | +4 | 10 |
| Рапід       | 6 | 1 | 3 | 2 | 8  | 10 | −2 | 6  |
| Тун         | 6 | 1 | 0 | 5 | 3  | 10 | −7 | 3  |

|             | ДИН   | ГЕН   | РАП   | ТУН   |
| ----------- | ----- | ----- | ----- | ----- |
| Динамо Київ | —     | 0 : 1 | 3 : 1 | 3 : 0 |
| Генк        | 3 : 1 | —     | 1 : 1 | 2 : 1 |
| Рапід       | 2 : 2 | 2 : 2 | —     | 2 : 1 |
| Тун         | 0 : 2 | 0 : 1 | 1 : 0 | —     |

## Склад команди
У списку подані футболісти, що були заявлені принаймні на один офіційний матч «Динамо» в сезоні відповідно до офіційного сайту.
| 1  | ВР | Україна    | Олександр Шовковський |  |  |  |  |  |
| 35 | ВР | Україна    | Максим Коваль         |  |  |  |  |  |
| 52 | ВР | Україна    | Георгій Бущан         |  |  |  |  |  |
|    |    |            |                       |  |  |  |  |  |
| 2  | ЗХ | Бразилія   | Даніло Сілва          |  |  |  |  |  |
| 3  | ЗХ | Україна    | Євген Селін           |  |  |  |  |  |
| 6  | ЗХ | Австрія    | Александар Драгович   |  |  |  |  |  |
| 24 | ЗХ | Хорватія   | Домагой Віда          |  |  |  |  |  |
| 27 | ЗХ | Україна    | Євген Макаренко       |  |  |  |  |  |
| 33 | ЗХ | Франція    | Бенуа Тремулінас      |  |  |  |  |  |
| 34 | ЗХ | Україна    | Євген Хачеріді        |  |  |  |  |  |
|    |    |            |                       |  |  |  |  |  |
| 4  | ПЗ | Португалія | Мігел Велозу          |  |  |  |  |  |
| 5  | ПЗ | Хорватія   | Огнєн Вукоєвич        |  |  |  |  |  |

| 9  | ПЗ | Україна    | Роман Безус          |  |  |  |  |  |
| 16 | ПЗ | Україна    | Сергій Сидорчук      |  |  |  |  |  |
| 19 | ПЗ | Україна    | Денис Гармаш         |  |  |  |  |  |
| 20 | ПЗ | Україна    | Олег Гусєв (капітан) |  |  |  |  |  |
| 25 | ПЗ | Нігерія    | Лукман Аруна         |  |  |  |  |  |
| 77 | ПЗ | Україна    | Андрій Цуріков       |  |  |  |  |  |
| 90 | ПЗ | Марокко    | Юнес Беланда         |  |  |  |  |  |
| 99 | ПЗ | Бразилія   | Дуду                 |  |  |  |  |  |
|    |    |            |                      |  |  |  |  |  |
| 7  | НП | Нідерланди | Джермейн Ленс        |  |  |  |  |  |
| 10 | НП | Україна    | Андрій Ярмоленко     |  |  |  |  |  |
| 11 | НП | Нігерія    | Браун Ідеє           |  |  |  |  |  |
| 85 | НП | ДР Конго   | Дьємерсі Мбокані     |  |  |  |  |  |

### Заявка на Лігу Європи
До заявочного списку на груповий етап Ліги Європи були включені гравці згідно зі списком вище з урахуванням деяких змін.

| 52 | ВР | Україна | Георгій Бущан    |  |  |  |  |  |
| 73 | ВР | Україна | Олексій Шевченко |  |  |  |  |  |
|    |    |         |                  |  |  |  |  |  |

## Статистика гравців

### Появи на полі та голи
| №  | Поз. | Нац.    | Гравець  | Прем'єр-ліга | Прем'єр-ліга | Кубок України | Кубок України | Ліга Європи | Ліга Європи | Всього | Всього |
| №  | Поз. | Нац.    | Гравець  | Ігор         | Голів        | Ігор          | Голів         | Ігор        | Голів       | Ігор   | Голів  |
| -- | ---- | ------- | -------- | ------------ | ------------ | ------------- | ------------- | ----------- | ----------- | ------ | ------ |
| 11 | НП   | None    | невідомо | 0 (0)        | 0            | 0             | 0             | 0           | 0           | 0 (0)  | 0      |
| 34 | ЗХ   | Україна | невідомо | 0            | 0            | 0             | 0             | 0           | 0           | 0      | 0      |

### Бомбардири
В таблицю включені гравці, які забили як мінімум один гол в офіційних матчах сезону. В дужках вказані голи з пенальті.
| Гравець          | №      | Поз.   | Прем'єр-ліга | Кубок України | Ліга Європи | Всього |
| ---------------- | ------ | ------ | ------------ | ------------- | ----------- | ------ |
| Андрій Ярмоленко | 10     | НП     | 8            | 2             | 5           | 15     |
| Дьємерсі Мбокані | 85     | НП     | 7            | 0             | 2           | 9      |
| Юнес Беланда     | 90     | ПЗ     | 5            | 0             | 1           | 6      |
| Олег Гусєв       | 20     | ПЗ     | 1(1)         | 2             | 2           | 5      |
| Браун Ідеє       | 10     | НП     | 2            | 1             | 2(1)        | 5      |
| Джермейн Ленс    | 7      | НП     | 4            | 0             | 1           | 5      |
| Лукман Аруна     | 25     | ПЗ     | 3            | 1             | 0           | 4      |
| Роман Безус      | 9      | ПЗ     | 2            | 0             | 1           | 3      |
| Сергій Сидорчук  | 16     | ПЗ     | 2            | 0             | 0           | 2      |
| Дуду             | 99     | НП     | 0            | 1             | 0           | 1      |
| Всього           | Всього | Всього | 34           | 7             | 14          | 55     |

### Дисциплінарні покарання
В таблицю включені гравці, які заробили як мінімум одне попередження в офіційних матчах сезону
| Гравець             | №  | Поз. | Прем'єр-ліга | Прем'єр-ліга | Прем'єр-ліга | Кубок України | Кубок України | Кубок України | Ліга Європи | Ліга Європи  | Ліга Європи | Всього | Всього       | Всього |
| Гравець             | №  | Поз. | ЖК           | YK · YK · RK | RK           | ЖК            | YK · YK · RK  | RK            | ЖК          | YK · YK · RK | RK          | ЖК     | YK · YK · RK | RK     |
| ------------------- | -- | ---- | ------------ | ------------ | ------------ | ------------- | ------------- | ------------- | ----------- | ------------ | ----------- | ------ | ------------ | ------ |
| Лукман Аруна        | 25 | ПЗ   | 6            | 0            | 0            | 1             | 0             | 0             | 1           | 0            | 0           | 8      | 0            | 0      |
| Александар Драгович | 6  | ЗХ   | 4            | 0            | 0            | 0             | 0             | 0             | 3           | 0            | 0           | 7      | 0            | 0      |
| Євген Хачеріді      | 34 | ЗХ   | 4            | 0            | 0            | 1             | 0             | 0             | 1           | 0            | 0           | 6      | 0            | 0      |
| Сергій Сидорчук     | 16 | ПЗ   | 2            | 0            | 0            | 1             | 0             | 0             | 3           | 0            | 0           | 6      | 0            | 0      |
| Андрій Ярмоленко    | 10 | НП   | 2            | 0            | 1            | 0             | 0             | 0             | 2           | 0            | 0           | 4      | 0            | 1      |
| Домагой Віда        | 24 | ЗХ   | 2            | 0            | 0            | 1             | 0             | 0             | 1           | 0            | 0           | 4      | 0            | 0      |
| Огнєн Вукоєвич      | 5  | ПЗ   | 2            | 0            | 0            | 0             | 0             | 0             | 2           | 0            | 0           | 4      | 0            | 0      |
| Юнес Беланда        | 90 | ПЗ   | 2            | 0            | 0            | 0             | 0             | 0             | 2           | 0            | 0           | 4      | 0            | 0      |
| Олег Гусєв          | 20 | ПЗ   | 3            | 0            | 0            | 0             | 0             | 0             | 0           | 0            | 0           | 3      | 0            | 0      |
| Джермейн Ленс       | 7  | НП   | 1            | 0            | 0            | 0             | 0             | 0             | 2           | 0            | 0           | 3      | 0            | 0      |
| Дьємерсі Мбокані    | 85 | НП   | 1            | 0            | 0            | 0             | 0             | 0             | 1           | 0            | 1           | 2      | 0            | 1      |
| Максим Коваль       | 35 | ВР   | 1            | 0            | 0            | 0             | 0             | 0             | 1           | 0            | 0           | 2      | 0            | 0      |
| Бенуа Тремулінас    | 33 | ЗХ   | 1            | 0            | 0            | 1             | 0             | 0             | 0           | 0            | 0           | 2      | 0            | 0      |
| Браун Ідеє          | 11 | НП   | 0            | 0            | 1            | 0             | 0             | 0             | 0           | 0            | 0           | 0      | 0            | 1      |
| Денис Гармаш        | 19 | ПЗ   | 1            | 0            | 0            | 0             | 0             | 0             | 0           | 0            | 0           | 1      | 0            | 0      |
| Євген Селін         | 3  | ЗХ   | 1            | 0            | 0            | 0             | 0             | 0             | 0           | 0            | 0           | 1      | 0            | 0      |
| Роман Безус         | 9  | ПЗ   | 1            | 0            | 0            | 0             | 0             | 0             | 0           | 0            | 0           | 1      | 0            | 0      |
| Євген Макаренко     | 27 | ЗХ   | 1            | 0            | 0            | 0             | 0             | 0             | 0           | 0            | 0           | 1      | 0            | 0      |
| Даніло Сілва        | 2  | ЗХ   | 0            | 0            | 0            | 0             | 0             | 0             | 1           | 0            | 0           | 1      | 0            | 0      |

## Трансфери

### Літні трансфери
| №  | Поз. | Нац.       | Гравець                               |
| -- | ---- | ---------- | ------------------------------------- |
| 5  | ПЗ   | Хорватія   | Огнєн Вукоєвич (→ з «Спартаку»)       |
|    | ПЗ   | Сербія     | Милош Нинкович (→ з «Евіану»)         |
| 27 | ПЗ   | Україна    | Євген Макаренко (→ з «Говерли»)       |
| 7  | ПЗ   | Нідерланди | Джермейн Ленс (з «ПСВ»)               |
| 85 | НП   | ДР Конго   | Дьємерсі Мбокані (з «Андерлехту»)     |
| 90 | ПЗ   | Марокко    | Юнес Беланда (з «Монпельє»)           |
|    | ЗХ   | Бразилія   | Бетао (→ з «Евіану»)                  |
|    | ПЗ   | Нігерія    | Аїла Юссуф (→ з «Ордуспору»)          |
|    | ПЗ   | Бразилія   | Раффаель (→ з «Шальке»)               |
|    | ЗХ   | Україна    | Кирило Петров (→ з «Говерли»)         |
|    | ЗХ   | Україна    | Темур Парцванія (→ з «Металургу (3)») |
|    | ПЗ   | Аргентина  | Факундо Бертольйо (→ з «Греміу»)      |
|    | НП   | Колумбія   | Андрес Ескобар (→ з «Депортіво Калі») |
| 33 | ЗХ   | Франція    | Бенуа Тремулінас (з «Бордо»)          |
| 6  | ЗХ   | Австрія    | Александар Драгович (з «Базель-1893») |
| 30 | ВР   | Україна    | Олексій Шевченко (з «Металургу (3)»)  |

| №  | Поз. | Нац.       | Гравець                               |
| -- | ---- | ---------- | ------------------------------------- |
| 5  | ПЗ   | Хорватія   | Огнєн Вукоєвич (→ з «Спартаку»)       |
|    | ПЗ   | Сербія     | Милош Нинкович (→ з «Евіану»)         |
| 27 | ПЗ   | Україна    | Євген Макаренко (→ з «Говерли»)       |
| 7  | ПЗ   | Нідерланди | Джермейн Ленс (з «ПСВ»)               |
| 85 | НП   | ДР Конго   | Дьємерсі Мбокані (з «Андерлехту»)     |
| 90 | ПЗ   | Марокко    | Юнес Беланда (з «Монпельє»)           |
|    | ЗХ   | Бразилія   | Бетао (→ з «Евіану»)                  |
|    | ПЗ   | Нігерія    | Аїла Юссуф (→ з «Ордуспору»)          |
|    | ПЗ   | Бразилія   | Раффаель (→ з «Шальке»)               |
|    | ЗХ   | Україна    | Кирило Петров (→ з «Говерли»)         |
|    | ЗХ   | Україна    | Темур Парцванія (→ з «Металургу (3)») |
|    | ПЗ   | Аргентина  | Факундо Бертольйо (→ з «Греміу»)      |
|    | НП   | Колумбія   | Андрес Ескобар (→ з «Депортіво Калі») |
| 33 | ЗХ   | Франція    | Бенуа Тремулінас (з «Бордо»)          |
| 6  | ЗХ   | Австрія    | Александар Драгович (з «Базель-1893») |
| 30 | ВР   | Україна    | Олексій Шевченко (з «Металургу (3)»)  |

| №  | Поз. | Нац.      | Гравець                              |
| -- | ---- | --------- | ------------------------------------ |
| 17 | ЗХ   | Україна   | Тарас Михалик (в «Локомотив»)        |
| 26 | ЗХ   | Україна   | Сергій Люлька (→ в «Говерлу»)        |
| 33 | ЗХ   | Нігерія   | Тає Тайво (в «Мілан»)                |
| 70 | НП   | Іспанія   | Лукас (в «Карпати»)                  |
| 71 | ВР   | Україна   | Денис Бойко (→ в «Дніпро»)           |
| 8  | ПЗ   | Україна   | Олександр Алієв (в «Динамо-2»)       |
|    | ПЗ   | Сербія    | Милош Нинкович (в «Црвену Звезду»)   |
|    | ЗХ   | Бразилія  | Бетао (вільний агент)                |
|    | ПЗ   | Нігерія   | Аїла Юссуф (в «Динамо-2»)            |
|    | ПЗ   | Бразилія  | Раффаель (в «Боруссію (М)»)          |
|    | ЗХ   | Україна   | Кирило Петров (→ в «Арсенал»)        |
|    | ЗХ   | Україна   | Темур Парцванія (вільний агент)      |
| 13 | ПЗ   | Швейцарія | Адмір Мехмеді (→ в «Фрайбург»)       |
|    | ПЗ   | Україна   | Владислав Калитвинцев (→ в «Слован») |
|    | ЗХ   | Україна   | Євген Морозенко (→ в «Говерлу»)      |
| 23 | ЗХ   | Україна   | Віталій Буяльський (→ в «Говерлу»)   |
|    | ПЗ   | Аргентина | Факундо Бертольйо (→ в «Евіан»)      |
|    | НП   | Колумбія  | Андрес Ескобар (→ в «Евіан»)         |
| 22 | НП   | Україна   | Артем Кравець (→ в «Арсенал»)        |
| 15 | НП   | Аргентина | Марко Рубен (→ в «Евіан»)            |
| 21 | ПЗ   | Хорватія  | Ніко Краньчар (→ в «КПР»)            |
| 10 | НП   | Україна   | Артем Мілевський (вільний агент)     |

| №  | Поз. | Нац.      | Гравець                              |
| -- | ---- | --------- | ------------------------------------ |
| 17 | ЗХ   | Україна   | Тарас Михалик (в «Локомотив»)        |
| 26 | ЗХ   | Україна   | Сергій Люлька (→ в «Говерлу»)        |
| 33 | ЗХ   | Нігерія   | Тає Тайво (в «Мілан»)                |
| 70 | НП   | Іспанія   | Лукас (в «Карпати»)                  |
| 71 | ВР   | Україна   | Денис Бойко (→ в «Дніпро»)           |
| 8  | ПЗ   | Україна   | Олександр Алієв (в «Динамо-2»)       |
|    | ПЗ   | Сербія    | Милош Нинкович (в «Црвену Звезду»)   |
|    | ЗХ   | Бразилія  | Бетао (вільний агент)                |
|    | ПЗ   | Нігерія   | Аїла Юссуф (в «Динамо-2»)            |
|    | ПЗ   | Бразилія  | Раффаель (в «Боруссію (М)»)          |
|    | ЗХ   | Україна   | Кирило Петров (→ в «Арсенал»)        |
|    | ЗХ   | Україна   | Темур Парцванія (вільний агент)      |
| 13 | ПЗ   | Швейцарія | Адмір Мехмеді (→ в «Фрайбург»)       |
|    | ПЗ   | Україна   | Владислав Калитвинцев (→ в «Слован») |
|    | ЗХ   | Україна   | Євген Морозенко (→ в «Говерлу»)      |
| 23 | ЗХ   | Україна   | Віталій Буяльський (→ в «Говерлу»)   |
|    | ПЗ   | Аргентина | Факундо Бертольйо (→ в «Евіан»)      |
|    | НП   | Колумбія  | Андрес Ескобар (→ в «Евіан»)         |
| 22 | НП   | Україна   | Артем Кравець (→ в «Арсенал»)        |
| 15 | НП   | Аргентина | Марко Рубен (→ в «Евіан»)            |
| 21 | ПЗ   | Хорватія  | Ніко Краньчар (→ в «КПР»)            |
| 10 | НП   | Україна   | Артем Мілевський (вільний агент)     |

## Тренерський штаб
| Головний тренер              | Олег Блохін          |                             |
| Помічник головного тренера   | Андрій Баль          | вибув 20 вересня 2013 року. |
| Помічник головного тренера   | Олексій Михайличенко | вибув 20 вересня 2013 року. |
| Помічник головного тренера   | Сергій Ребров        |                             |
| Помічник головного тренера   | Сергій Федоров       | з 23 вересня 2013 року.     |
| Тренер воротарів             | Михайло Михайлов     |                             |
| Тренер воротарів             | Юрій Роменський      | вибув 20 вересня 2013 року. |
| Тренер з фізичної підготовки | Віталій Кулиба       |                             |

15 серпня президент ФФУ Анатолій Коньков вручив свідоцтва за програмою «ПРО» — диплом УЄФА тренерам «Динамо» Київ: Олегу Блохіну та його асистентам Олексію Михайличенку й Андрію Балю, а також старшому тренеру ДЮСШ «Динамо» Олександру Іщенку. Тренери пройшли навчання з 13 до 15 серпня цього року та продовжили терміни дії своїх ліцензій.
20 вересня було повідомлено про скорочення у тренерському штабі «Динамо». На своїх посадах залишились Сергій Ребров (помічник головного тренера) та Михайло Михайлов (Тренер воротарів). Було ліквідовано посади помічників головного тренера — Олексія Михайличенка та Андрія Баля і посаду тренера воротарів — Юрія Роменського, колишні тренери залишились працювати на своїх контрактах, але на інших посадах, в структурі клуба.
23 вересня до тренерського штабу Олега Блохіна увійшов Сергій Федоров, який раніше працював у динамівській ДЮФШ.
26 вересня Олексія Михайличенка знову призначено спортивним директором клубу, його помічниками стали Андрій Баль та Юрій Роменський.

## Молодіжна (U-21) команда
Молодіжна команда «Динамо» грає у Молодіжному чемпіонаті України і дозволяє отримати ігрову практику футболістам, які не проходять в основу своєї команди, а також відновлюються після травм, тому на полі одночасно можуть знаходитись не більше 4 футболістів, що старші 1992 року.

### Турнірна таблиця
| М  | Команда          | І  | В  | Н | П  | РМ    | О  |
| -- | ---------------- | -- | -- | - | -- | ----- | -- |
|    | «Іллічівець»     | 26 | 17 | 5 | 4  | 51−24 | 56 |
|    | «Шахтар»         | 26 | 16 | 7 | 3  | 70−31 | 55 |
|    | «Дніпро»         | 26 | 16 | 3 | 7  | 50−26 | 51 |
| 4  | «Металіст»       | 26 | 14 | 3 | 9  | 44−25 | 45 |
| 5  | «Зоря»           | 26 | 12 | 4 | 10 | 42−38 | 40 |
| 6  | «Динамо»         | 26 | 11 | 6 | 9  | 43−40 | 39 |
| 7  | «Металург» Д     | 26 | 11 | 6 | 9  | 44−44 | 39 |
| 8  | «Карпати»        | 26 | 11 | 6 | 9  | 32−33 | 39 |
| 9  | «Ворскла»        | 26 | 12 | 1 | 13 | 51−54 | 37 |
| 10 | ФК «Севастополь» | 26 | 10 | 3 | 13 | 53−61 | 33 |
| 11 | «Металург» З     | 27 | 8  | 7 | 12 | 47−48 | 31 |
| 12 | «Чорноморець»    | 26 | 7  | 5 | 14 | 31−43 | 26 |
| 13 | «Говерла»        | 26 | 5  | 6 | 15 | 32−62 | 21 |
| 14 | «Волинь»         | 26 | 5  | 6 | 15 | 30−63 | 21 |
| 15 | «Таврія»         | 27 | 4  | 6 | 17 | 20−58 | 18 |
| —  | «Арсенал»        | —  | —  | — | —  | —     | —  |

ФК «Арсенал» виключений зі змагань, результати матчів за участю команди анульовані.

### Склад команди
У списку подані футболісти, що були заявлені принаймні на один офіційний матч «Динамо» в сезоні відповідно до офіційного сайту «Динамо» Київ та сайту «Прем'єр-ліги». Гравці молодіжного складу (крім деяких виключень) не мають постійних номерів. Згідно з регламентом, за молодіжну команду може взяти участь будь-хто з понад 50 гравців, заявлених за «Динамо».
|    | ВР | Україна | Максим Вайло               |  |  |  |  |  |
|    | ВР | Україна | Вадим Солдатенко           |  |  |  |  |  |
| 72 | ВР | Україна | Артур Рудько               |  |  |  |  |  |
|    |    |         |                            |  |  |  |  |  |
|    | ЗХ | Україна | Валерій Болденков          |  |  |  |  |  |
|    | ЗХ | Україна | Микита Бурда               |  |  |  |  |  |
|    | ЗХ | Україна | Олександр Головко-молодший |  |  |  |  |  |
|    | ЗХ | Україна | Павло Лук'янчук            |  |  |  |  |  |
|    | ЗХ | Україна | Максим Нестеренко          |  |  |  |  |  |
|    | ЗХ | Україна | Вадим Шевчук               |  |  |  |  |  |
|    |    |         |                            |  |  |  |  |  |
|    | ПЗ | Україна | Андрій Вацеба              |  |  |  |  |  |
|    | ПЗ | Україна | Роман Лазарович            |  |  |  |  |  |
|    | ПЗ | Україна | Іван Мироненко             |  |  |  |  |  |

|  | ПЗ | Україна | Олексій Мілютін            |  |  |  |  |  |
|  | ПЗ | Україна | Ігор Нагорний              |  |  |  |  |  |
|  | ПЗ | Україна | Тимур Погранічний          |  |  |  |  |  |
|  | ПЗ | Україна | Павло Полегенько (капітан) |  |  |  |  |  |
|  | ПЗ | Україна | Ігор Харатін               |  |  |  |  |  |
|  | ПЗ | Україна | Віктор Циганков            |  |  |  |  |  |
|  | ПЗ | Україна | Євген Чумак                |  |  |  |  |  |
|  |    |         |                            |  |  |  |  |  |
|  | НП | Україна | Артем Бесєдін              |  |  |  |  |  |
|  | НП | Україна | Орест Кузик                |  |  |  |  |  |
|  | НП | Україна | Вадим Петров               |  |  |  |  |  |
|  | НП | Україна | Максим Тищенко             |  |  |  |  |  |

### Тренери
| Старший тренер   | Валентин Белькевич |
| Асистент тренера | Віталій Косовський |
| Адміністратор    | Юрій Нєчаєв        |

## Юнацька (U-19) команда
Юнацька (U-19) команда «Динамо» грає у Чемпіонат U-19 України і дозволяє мати ігрову практику футболістам, які випустилися з футбольної школи команди, але ще не мають достатньої практики для виступів у молодіжному чемпіонаті, тому на полі можуть знаходитись лише футболісти 1994 року і молодше.

### Турнірна таблиця

#### Перший етап, група «А»
| М | Команда       | І  | В | Н | П  | РМ    | О  |
| - | ------------- | -- | - | - | -- | ----- | -- |
| 1 | «Чорноморець» | 14 | 9 | 2 | 3  | 22−12 | 29 |
| 2 | «Карпати»     | 14 | 9 | 1 | 4  | 25−14 | 28 |
| 3 | «Дніпро»      | 14 | 7 | 4 | 3  | 29−20 | 25 |
| 4 | «Динамо»      | 14 | 7 | 3 | 4  | 31−23 | 24 |
| 5 | «Волинь»      | 14 | 6 | 2 | 6  | 26−23 | 20 |
| 6 | «Говерла»     | 14 | 5 | 1 | 8  | 20−27 | 16 |
| 7 | «Ворскла»     | 14 | 3 | 2 | 9  | 16−20 | 11 |
| 8 | «Арсенал»     | 14 | 2 | 1 | 11 | 13−43 | 7  |

#### Другий етап, група «1»
| М | Команда       | І  | В  | Н | П | РМ    | О  |
| - | ------------- | -- | -- | - | - | ----- | -- |
| 1 | «Металіст»    | 12 | 10 | 1 | 1 | 27−7  | 31 |
| 2 | «Шахтар»      | 12 | 7  | 3 | 2 | 26−10 | 24 |
| 3 | «Карпати»     | 12 | 5  | 3 | 4 | 19−16 | 18 |
| 4 | «Динамо»      | 12 | 5  | 2 | 5 | 20−17 | 17 |
| 5 | «Чорноморець» | 12 | 4  | 3 | 5 | 11−15 | 15 |
| 6 | «Дніпро»      | 12 | 3  | 2 | 7 | 21−33 | 11 |
| 7 | «Металург» З  | 12 | 3  | 1 | 8 | 15−26 | 10 |
| 8 | «Металург» Д  | 12 | 3  | 1 | 8 | 12−27 | 10 |

### Тренери
| Старший тренер | Олексій Герасименко |

## Дитячо-юнацька футбольна школа
Команди ДЮФШ «Динамо» імені Валерія Лобановського беруть участь у змаганнях: U-14 — U-16 чемпіонат ДЮФЛ Україна, U-10 — U-15 у чемпіонаті та Кубку міста Києва. Крім того, щорічно команди різного віку беруть участь у міжнародних юнацьких турнірах за кордоном. Команди, складені з гравців 7-14 років, планують тренувальний процес та гру відповідно до основних принципів системи «1-4-3-3», а команди 15-17-річних — «1-4-4-2».
В сезоні 2013—2014 команди ДЮФШ «Динамо» в ДЮФЛУ виступають у групі «2».
- 2 вересня «Динамо» U-15 стало срібним призером[52] на міжнародному турнірі пам'яті заслуженого тренера СРСР Юрія Андрійовича Морозова, який відбувся в серпні в Санкт-Петербурзі, в Академії футбольного клубу «Зеніт».
- 20 жовтня «Динамо» U-11 стало переможцем на десятому (ювілейному) турнірі — «Кубку молодих талантів» у Санкт-Петербурзі[53].

### Тренери
| ДЮФШ «Динамо» | Старший тренер          | Олександр Іщенко  |                             |
| «Динамо» U-17 | Старший тренер          | Сергій Федоров    | вибув 23 вересня 2013 року. |
| «Динамо» U-17 | Старший тренер          | вакантне          |                             |
| «Динамо» U-16 | Старший тренер          | Юрій Дмитрулін    |                             |
| «Динамо» U-15 | Старший тренер          | Віктор Кащей      |                             |
| «Динамо» U-14 | Старший тренер          | Юрій Єськін       |                             |
| «Динамо» U-13 | Старший тренер, 1 група |                   |                             |
| «Динамо» U-13 | Старший тренер, 2 група |                   |                             |
| «Динамо» U-12 | Старший тренер, 1 група |                   |                             |
| «Динамо» U-12 | Старший тренер, 2 група |                   |                             |
| «Динамо» U-11 | Старший тренер, 1 група | Валерій Кінашенко |                             |
| «Динамо» U-11 | Старший тренер, 2 група | Юрій Николаєнко   |                             |
| «Динамо» U-10 | Старший тренер, 1 група |                   |                             |
| «Динамо» U-10 | Старший тренер, 2 група |                   |                             |
| «Динамо» U-9  | Старший тренер, 1 група |                   |                             |
| «Динамо» U-9  | Старший тренер, 2 група |                   |                             |
| «Динамо» U-8  | Старший тренер, 1 група |                   |                             |
| «Динамо» U-8  | Старший тренер, 2 група |                   |                             |

Сергій Федоров 23 вересня перейшов працювати до тренерського штабу першої команди.

## Досягнення сезону
- Команда «Динамо» Київ — переможець () змагань «Об'єднаний турнір 2013» (перший розіграш відбувся 2013 року).